# Rosa ×dupontii
Espèce
Rosa ×dupontii est une espèce hybride de plantes de la famille des Rosaceae.
L’espèce a été décrite par Pierre Alfred Déséglise en 1861 et nommée pour rendre hommage au botaniste et rosiériste français André Dupont.

## Description
Pierre Alfred Déséglise décrit Rosa ×dupontii ainsi :

« Arbrisseau à rameaux rougeâtres parsemés de rares petits aiguillons sétacés ; pétioles canaliculés en dessus presque inermes, velus, glanduleux ; 3-5 folioles larges, ovales cuspidées, arrondies à la base, fermes, coriaces, glabres, luisantes en dessus, glaucescentes pubescentes en dessous, simplement dentées à dents ciliées, les folioles latérales pétiolées, la terminale un peu en cœur à la base ; stipules étroites à oreillettes divergentes ; pédoncules allongés en corymbe peu fourni, velus, parsemés de petites glandes et munis de deux bractées lancéolées pubescentes ; tube du calice glabre, grêle, oblong ; sépales pinnalifides acuminés, glabres en dessus, tomenteux en dedans, réfléchis plus courts que la corolle ; styles en colonne velue, plus longue que les étamines; corolle à pétales grands obcordés d'un blanc lavé de rose. »

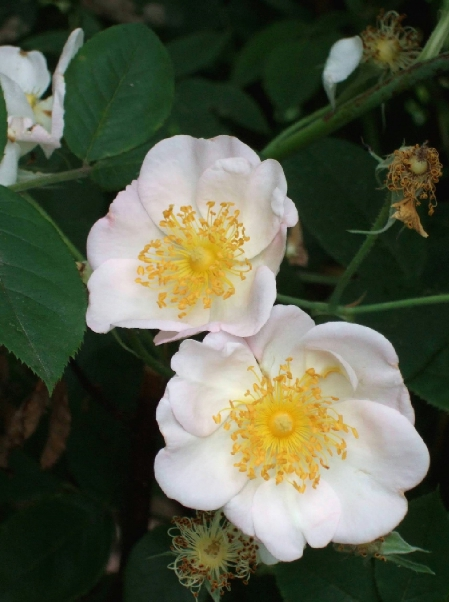
Rosa ×dupontii.
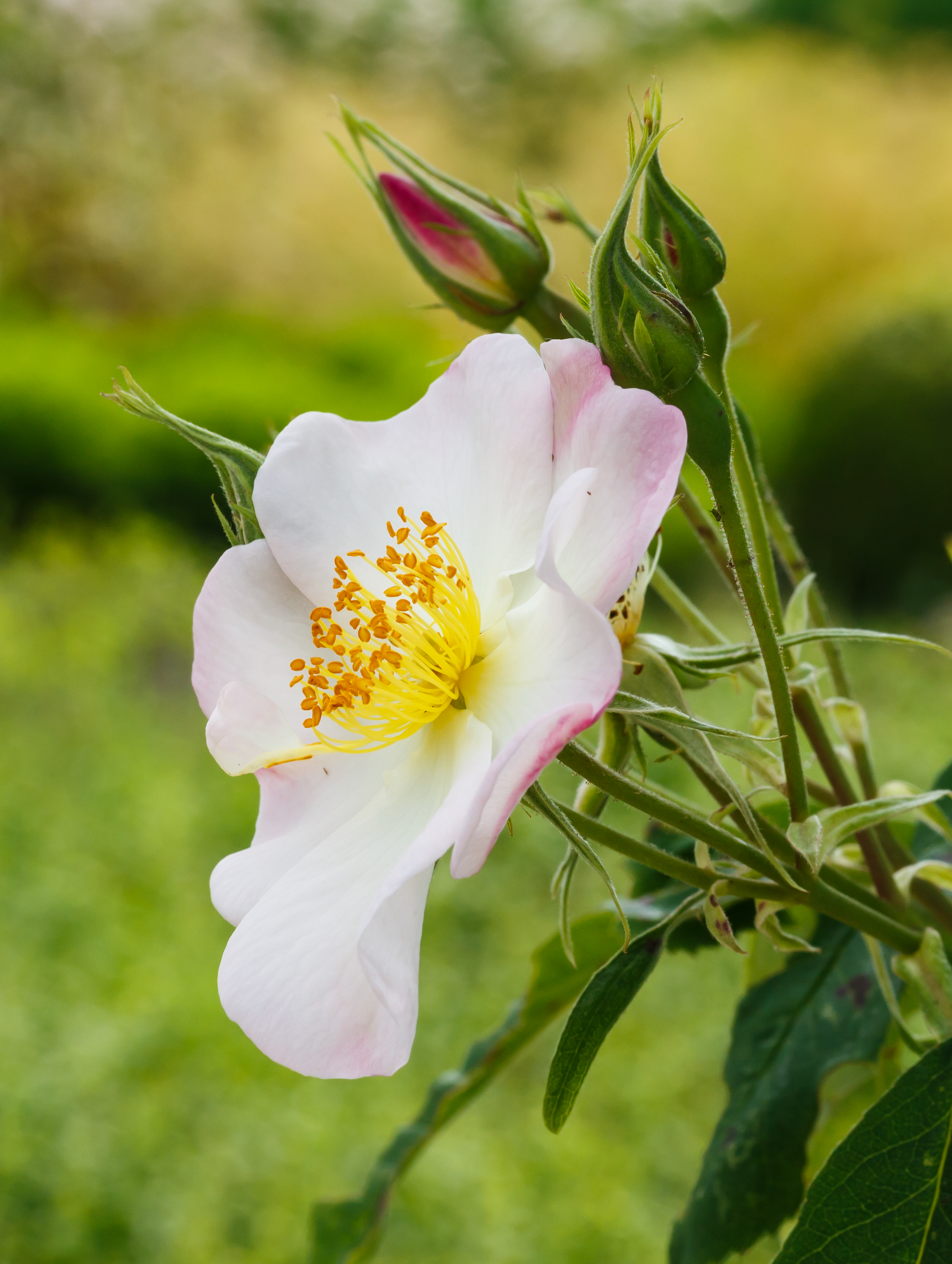
Photographiée au jardin botanique De Kruidhof (d), à Buitenpost aux Pays-Bas.
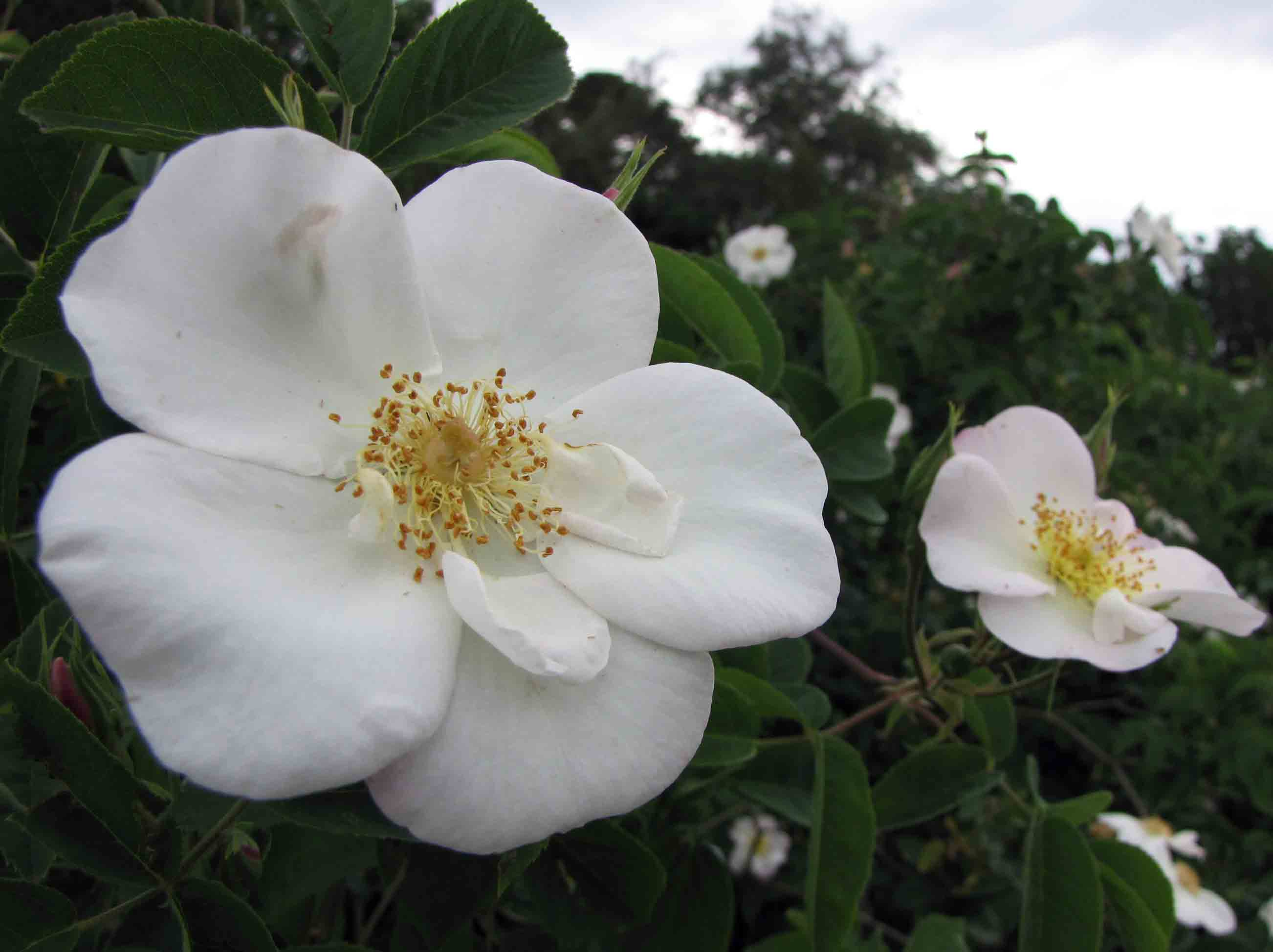
Photographiée à la roseraie Victoria State Rose Garden de Werribee près de Melbourne en Australie.